# Misselwitz (Starkenberg)
Misselwitz ist ein Ortsteil der Gemeinde Starkenberg im Landkreis Altenburger Land in Thüringen.

## Lage
Im Lösshügelland um Altenburg und Schmölln befindet sich der Weiler Misselwitz in der Nähe von Starkenberg an der Landesstraße 1361. Die geographische Höhe des Ortes beträgt 205 m ü. NN. Der Ort liegt südlich des Gerstenbachs, einem Zufluss der Pleiße.

## Geschichte
Der Weiler Misselwitz wurde bereits in der Zeit zwischen 1181 und 1224 erstmals urkundlich erwähnt. Anfangs waren vier Häuser mit vier Familien und 21 Personen bewohnt, davon waren zwei Bauerngehöfte. Der Name „Missel“ ist sorbisch und bedeutet Familie.
Misselwitz gehörte zum wettinischen Amt Altenburg, welches ab dem 16. Jahrhundert aufgrund mehrerer Teilungen im Lauf seines Bestehens unter der Hoheit folgender Ernestinischer Herzogtümer stand: Herzogtum Sachsen (1554 bis 1572), Herzogtum Sachsen-Weimar (1572 bis 1603), Herzogtum Sachsen-Altenburg (1603 bis 1672), Herzogtum Sachsen-Gotha-Altenburg (1672 bis 1826). Bei der Neuordnung der Ernestinischen Herzogtümer im Jahr 1826 kam der Ort wiederum zum Herzogtum Sachsen-Altenburg. Bereits im 19. Jahrhundert wird der Ort zu Kreutzen gezählt. Nach der Verwaltungsreform im Herzogtum gehörte Misselwitz bezüglich der Verwaltung zum Ostkreis (bis 1900) bzw. zum Landratsamt Altenburg (ab 1900). Der Weiler gehörte ab 1918 zum Freistaat Sachsen-Altenburg, der 1920 im Land Thüringen aufging. 1922 kam er zum Landkreis Altenburg.
Am 1. Juli 1950 wurde Misselwitz durch Eingemeindung der Gemeinde Kreutzen ein Ortsteil von Tegkwitz. Bei der zweiten Kreisreform in der DDR wurden 1952 die bestehenden Länder aufgelöst und die Landkreise neu zugeschnitten. Somit kam Misselwitz als Gemeindeteil von Tegkwitz mit dem Kreis Altenburg an den Bezirk Leipzig; jener gehörte seit 1990 als Landkreis Altenburg zu Thüringen und ging 1994 im Landkreis Altenburger Land auf. Mit der Eingliederung der Gemeinde Tegkwitz in die Gemeinde Starkenberg wurde Misselwitz am 1. Dezember 2008 ein Ortsteil der Gemeinde Starkenberg. 2012 wohnten 13 Einwohner im Weiler.